# Бунтарка (фильм, 2012)
«Бунта́рка» (англ. Radio Rebel) — американский телефильм в жанре подростковой драмы от режиссёра Питера Хоуитта, вышедший на канале «Disney Channel» в 2012 году. Снят по мотивам новеллы «Shrinking Violet». В ролях — Дебби Райан, Адам ДиМарко, Мерритт Паттерсон и Сарена Пармар.

## Сюжет
Can the girl, who never speaks… become a voice of a generation?
Может ли девочка, которая всё время молчит… стать голосом своего поколения?(девиз фильма)
Тара Адамс (Дебби Райан) — застенчивая 17-летняя старшеклассница в школе Линкольн-Бэй, которая боится заговорить с кем-либо, за исключением своей подруги Одри (Сарена Пармар). Однако в своей спальне она преображается в DJ «Бунтарка», выпускающую пользующиеся большой популярностью подкасты. Её альтер эго вдохновляет учеников и, в свою очередь, они становятся её поклонниками, за исключением Стейси Дибейн (Мерритт Паттерсон), которую раздражает растущая популярность Бунтарки из-за приближения школьного бала.
Отчим Тары Роб (Мартин Камминс) работает управляющим на SLAM FM — популярной радиостанции Сиэтла. DJ Ками Q (Мерседес Де Ла Зерда) предлагает ему послушать один из эфиров Бунтарки, и тот впечатлён девушкой и намерен предложить ей работу на SLAM FM. Также его беспокоят сложности во взаимоотношениях с падчерицей, которая не идёт на контакт с ним. Во время очередного эфира Бунтарки он решается поговорить с Тарой, но застаёт её за аппаратурой и узнаёт, что Тара и есть Бунтарка. Роб предлагает падчерице студию на SLAM FM при условии, что она сохранит своё инкогнито. Перед первым эфиром на радио Тара паникует от резкого изменения обстановки, но Ками Q предлагает ей успокоиться и представить, будто та всё ещё находится в своей спальне. Программа Бунтарки пользуется успехом — её аудитория растёт, а вдохновляемые смелыми подкастами девушки ученики всё чаще устраивают акции неповиновения. Это беспокоит директора школы Морено (Нэнси Робертсон), которая с помощью Стейси и её подружки Ким (Элли Бертрам) пытается определить личность Бунтарки. Морено звонит на SLAM FM и требует от Роба уволить ведущую, обещая в случае отказа её разоблачить и исключить из школы. Тот приходит к Таре перед эфиром и говорит ей, что она зашла слишком далеко и он не может так сильно рисковать, но она не намерена отступать и отвечает отчиму, что Бунтарка привела в движение силы, которые сильнее и её (Бунтарки), и Тары.
Во время очередного перформанса (танцев во время обеда) директор запрещает слушать подкасты Бунтарки и требует от приехавшей Ками Q покинуть территорию школы, на что она указывает, что припарковала машину на общественной территории и имеет разрешение. Тогда Морено требует от Бунтарки раскрыться, а, не добившись этого — отменяет бал. Стейси подозревает, что возмутительницей спокойствия является Тара, и во время очередного эфира организовывает вечеринку, в добровольно-принудительном порядке принуждая Тару на ней присутствовать. Девушке всё равно удаётся провести эфир с помощью своей мамы и Ками Q, но одноклассники разочаровываются в Бунтарке из-за отмены бала и звонят на радио, чтобы сказать ей, что она раздавила их мечты.
В ответ на решение директора Морено, SLAM FM по инициативы Тары организовывает «Линкольн-Бэй Лаб» (англ. MORP) (акроним от слова «бал», англ. PROM). В королевы лаба выдвигается Стейси, но большинство учеников номинируют Бунтарку и она уверенно побеждает. Хотя Тара понимает, что Морено исключит её — она выходит на сцену и раскрывает свою личность. Директор немедля поднимается за ней и говорит девушке, что та может «не приходить в школу в понедельник». Защищая подругу, Одри кричит: «Нет, Бунтарка — это я!». Возлюбленный Тары, Гэвин, следует её примеру, и, в конечном счёте, все школьники (кроме Стейси) кричат, что каждый из них — Бунтарка, пока директор Морено не признает поражение и уходит.
Тара рада всеобщей поддержке, но замечает подавленную поражением Стейси и говорит, что «но на сцене есть человек, который шёл к этой короне всю свою жизнь. Правда, я не слышала от неё, что она Бунтарка». Стейси говорит: «Я тоже Бунтарка!», и Тара отдаёт свою корону ей. На вопрос соперницы — почему она так добра к ней, хотя Стейси причинила Бунтарке много вреда, она отвечает: «Ты сейчас на 100% та, кем ты являешься. К этому и стремится Бунтарка».
Фильм завершается танцем Тары с Гэвином, которые, наконец, могут быть самими собой.

## В ролях
| Актёр                | Роль                                  |
| -------------------- | ------------------------------------- |
| Дебби Райан          | Тара Адамс / DJ Бунтарка              |
| Сарена Пармар        | Одри, подруга Тары                    |
| Адам ДиМарко         | Гевин                                 |
| Мерритт Паттерсон    | Стейси Дибейн                         |
| Аттикус Митчелл      | Гейб                                  |
| Мерседес де ла Зерда | DJ Ками Q                             |
| Элли Бертрам         | Ким, подруга Стейси                   |
| Иен Белчер           | близнец Барри                         |
| Роуэн Кан            | близнец Ларри                         |
| Мартин Камминс       | Роб, управляющий SLAM FM и отчим Тары |
| Эйприл Телек         | Дилайла, мама Тары                    |
| Нэнси Робертсон      | Морено, директор школы Линкольн-Бэй   |

## Производство
Для киноадаптации сюжет оригинальной новеллы «Shrinking Violet» был несколько изменён — так, главную героиню (школьницу Терезу) переименовали в Тару, а псевдоним «Sweet T» — в «Бунтарка».
Основная часть съёмок была проведена в канадском Ванкувере летом 2011 года. Сцены в школе и некоторые сцены на SLAM FM были сняты в независимой школе Мидоуридж в Мейпл-Ридж (Британская Колумбия).
По словам генерального директора MarVista Фернандо Сева: «Мы уверены, что в «Бунтарке» есть элементы, которые сделали нашу постановку крайне успешной, включая жёсткий, динамичный и комедийный сценарий и всесторонне талантливый актерский состав, а также несколько оригинальных песен, которые обязательно порадуют подростков по всему миру».
В целях продвижения фильма, канал «Disney Channel» запустил в недельную ротацию сингл Дебби Райан «We Got the Beat».

## Саундтрек
Саундтрек к фильму был выпущен «Walt Disney Records» 21 февраля 2012 года. В альбом, помимо композиций для фильма, вошли также два сингла Дебби Райан: «We Got the Beat» (кавер на одноимённую композицию американской группы The Go-Go’s) и «We Ended Right».

### Список композиций
| №   | Исполнитель                                 | Композиция               | Продолжительность |
| 1.  | Debby Ryan                                  | We Got the Beat          | 2:22              |
| 2.  | The Barrymores                              | Can’t Stop The Rock      | 2:34              |
| 3.  | The Whereabouts                             | Afterthought             | 2:50              |
| 4.  | The Gggg’s                                  | Turn It All Around       | 2:46              |
| 5.  | The Gggg’s                                  | We So Fly                | 2:44              |
| 6.  | Kari Kimmel                                 | Brand New Day            | 2:37              |
| 7.  | Champion                                    | Backing Off              | 2:53              |
| 8.  | Debby Ryan feat. Chase Ryan and Chad Hively | We Ended Right           | 4:06              |
| 9.  | Two Hours Traffic                           | No Advances              | 3:18              |
| 10. | Fat Sue                                     | Like You Love Her        | 3:48              |
| 11. | The Gggg’s                                  | Now I Can Be The Real Me | 3:18              |
| 12. | Central Park feat. Maylee Todd              | Touch The Ground         | 1:58              |
| 13. | Above Envy                                  | My Revolution            | 2:37              |

## Отзывы
В ночь премьеры фильм посмотрели 4,3 миллиона зрителей.
Джон Караманика в рецензии для «The New York Times» назвал «Бунтарку» «Врубай на полную катушку» для дебилов, всплеском беззаботности против истеблишмента», сравнил игру Дебби Райан с Деми Ловато (в пользу последней), но отметив, что героиня Райан «излучает уверенность и разрушительный талант». Фильм, по мнению автора, получился «не настолько напряжённый, как «Классный мюзикл», «Camp Rock: Музыкальные каникулы» или им подобные, но менее карикатурный».
Во время конфликта между президентом США Дональдом Трампом и китайской соцсетью TikTok в 2020 году, Дебби Райан, высмеивая Трампа, выложила последний фрагмент из этого фильма, в котором её героиня нервно убирает волосы с лица, застенчиво поднимая глаза. Видео быстро завирусилось и стало мемом, получив широкое распространение в TikTok и Twitter.